# 高冠琴鯰
高冠琴鯰，為輻鰭魚綱鯰形目鼬鯰科的其中一種，為熱帶淡水魚，分布於南美洲亞馬遜河及黑河流域，體長可達2.3公分，棲息在底層水域，生活習性不明。